# Galaretnica mięsista

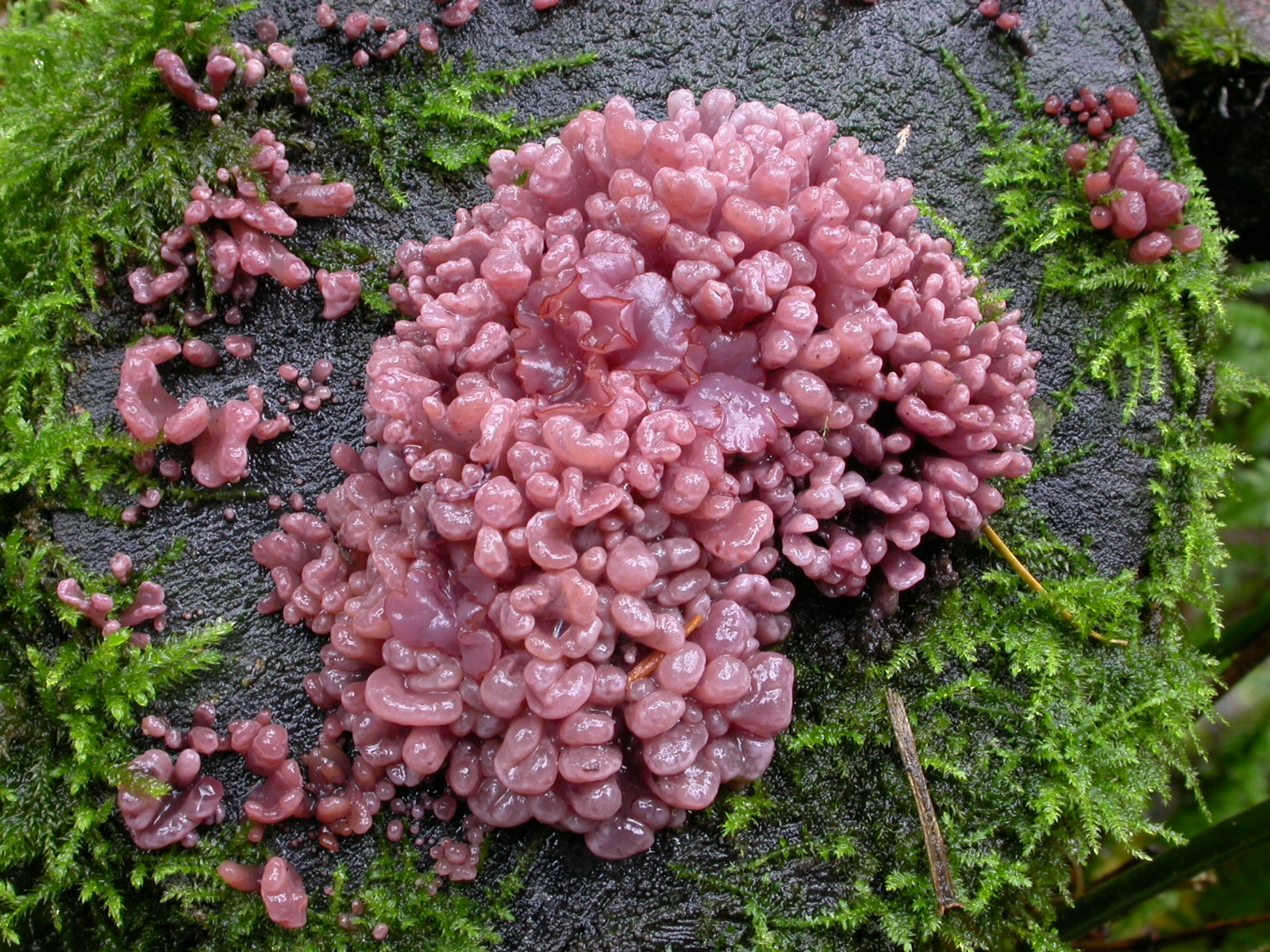

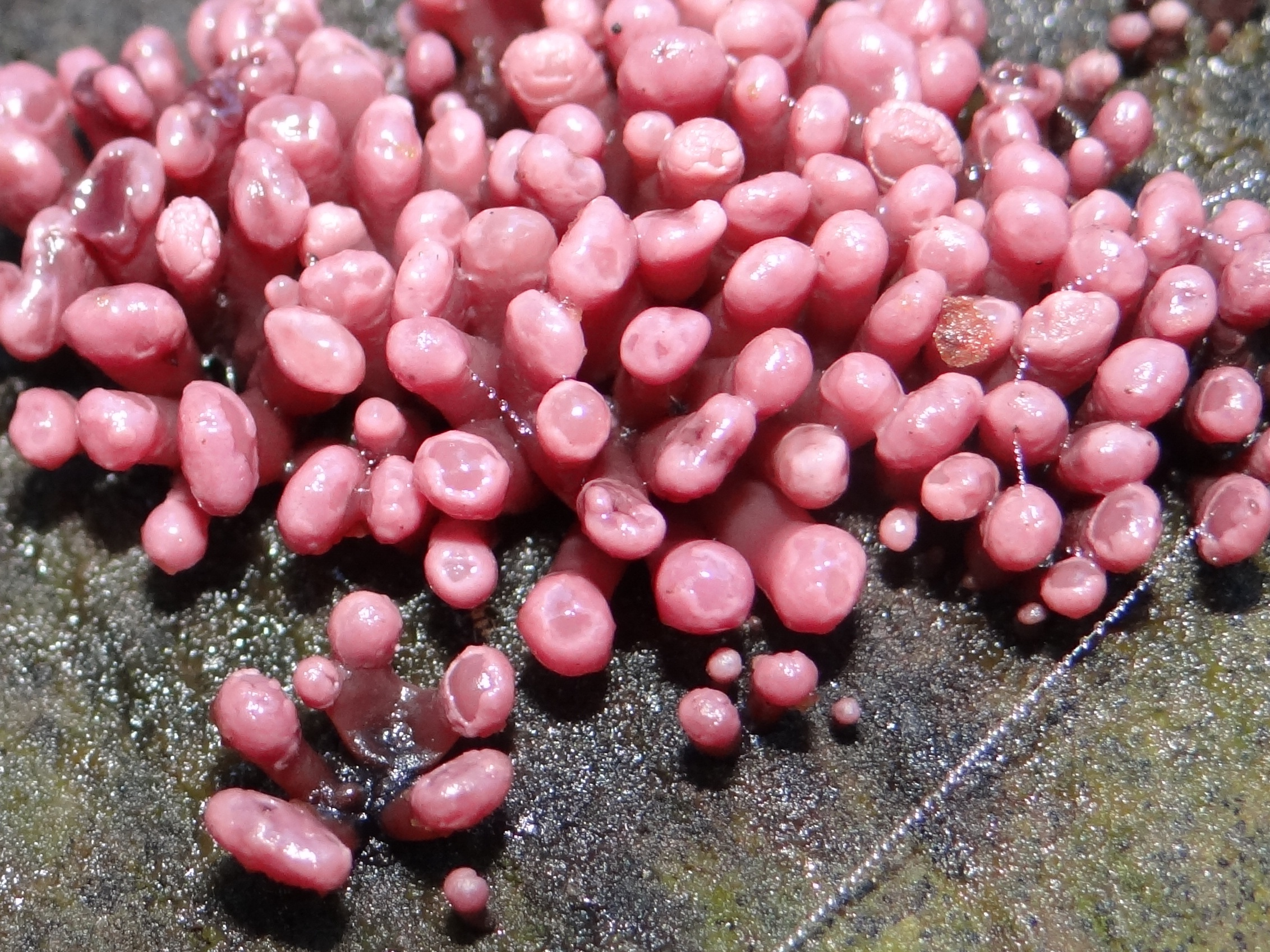

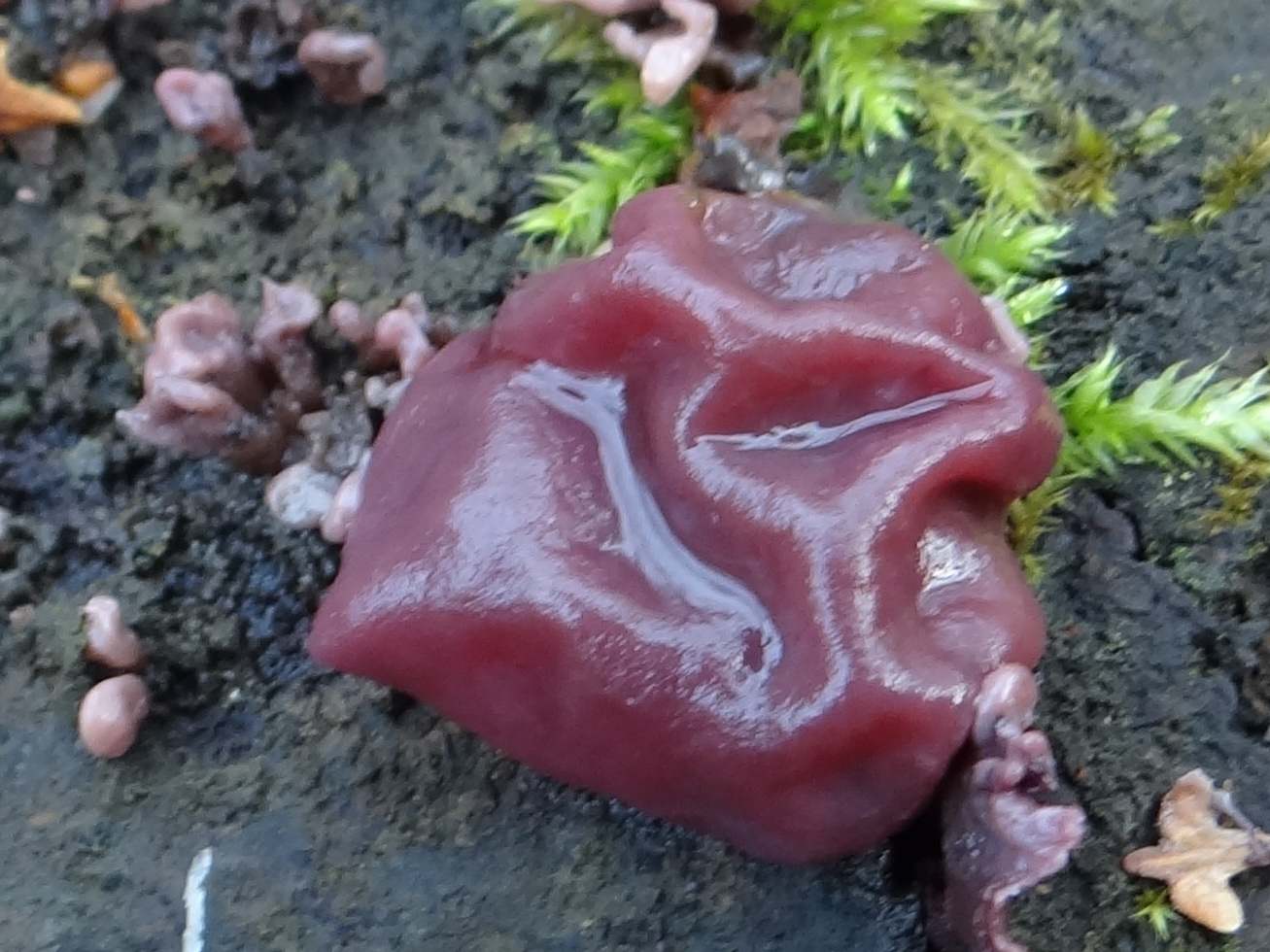

Galaretnica mięsista (Ascocoryne sarcoides  (Jacq.) J.W. Groves & D.E. Wilson) – gatunek grzybów z rzędu tocznikowców (Helotiales).

## Systematyka i nazewnictwo
Pozycja w klasyfikacji według Index Fungorum: Ascocoryne, Gelatinodiscaceae, Helotiales, Leotiomycetidae, Leotiomycetes, Pezizomycotina, Ascomycota, Fungi.
Po raz pierwszy takson ten zdiagnozował w roku 1781 Nicolaus Joseph von Jacquin, nadając mu nazwę Lichen sarcoides. Obecną, uznaną przez Index Fungorum, nazwę nadali mu w roku 1967 James Walton Groves & D.E. Wilson.
Niektóre synonimy naukowe:

- Bulgaria sarcoides (Jacq.) Dicks.
- Coryne sarcoides (Jacq.) Tul. & C. Tul. 1865
- Helvella sarcoides (J.G. Kühn) G. Winter
- Lichen sarcoides Jacq. 1781
- Octospora sarcoides (Pers.) Gray 1821
- Ombrophila sarcoides (Jacq.) W. Phillips 1887
- Peziza sarcoides Pers. 1801
- Pirobasidium sarcoides (Jacq.) Höhn. 1902
- Scleroderris majuscula Cooke & Massee 1893
- Tremella dubia Pers. 1800
- Tremella sarcoides With. 1796
- Tremella sarcoides (Jacq.) Fr. 1822

Nazwa polska według M.A. Chmiel.

## Morfologia
Owocnik
Pojedynczy ma średnicę około 0,5–1,5 cm, owocniki występują jednak w pozrastanych grupach. Pojedynczy ma kształt miseczkowaty lub odwrotnie stożkowaty, jest siedzący lub wyrasta na krótkim trzonku. Powierzchnia gładka, purpurowoczerwona lub fioletowoczerwonawa. Występują dwa rodzaje owocników: mózgowato pofałdowane, bladoróżowe będące w stadium konidialnym oraz poduszkowate w stadium doskonałym, czyli apotecjum. Stadium konidialne było dawniej uważane za odrębny gatunek (Coryne sarcoides).
Miąższ
Galaretowaty, wodnisty, w takim samym kolorze, jak powierzchnia owocnika.
Zarodniki
Bezbarwne, wrzecionowate, o gładkiej powierzchni. Rozmiary: 10–20 × 3–5 μm.

## Występowanie i siedlisko
Jest szeroko rozprzestrzeniony w Ameryce Północnej, w Azji i w Europie.
Występuje grupowo na butwiejącym drewnie drzew liściastych. Owocniki pojawiają się głównie latem podczas wilgotnej pogody, późną jesienią i podczas łagodnej zimy. Najczęściej występuje na bukach i dębach, na powierzchniach cięcia pni i pniaków. Zanotowano jednak sporadyczne jego występowanie również na drzewach iglastych.

## Znaczenie
Grzyb niejadalny. Zasadniczo jest saprotrofem, jednak stwierdzono jego występowanie również jako pasożyta na drzewach żywych.

## Gatunki podobne
W Europie jest kilka podobnych gatunków, m.in. galaretnica pucharkowata (Ascocoryne cylichnium) i workotrzęsak galaretowaty (Ascotremella faginea).

## Mykodiesel
W 2008 roku zauważono, że A. sarcoides wytwarza szereg lotnych związków organicznych, wliczając w to od 6- do 9-węglowe alkohole, ketony i alkany. Wytwarzana przez grzyba mieszanina, ze względu na swoje chemiczne podobieństwo do istniejących mieszanin paliwa, została nazwana „mykodieslem”. Naukowcy uważają, że ze względu na właściwości chemiczne produktów metabolizmu oraz zdolność do wzrostu na celulozie, gatunek ten jest potencjalnym źródłem biopaliw. Początkowo badany szczep został mylnie zidentyfikowany jako Gliocladium roseum. W 2012 roku w nadziei na zrozumienie genetycznych podstaw biochemicznych procesów wytwarzania lotnych związków organicznych zsekwencjonowano genom grzyba.
Niektóre z produktów metabolizmu A. sarcoides o dużym potencjale wykorzystania w przemyśle paliwowym.
| Nazwa                      | Wzór   | Liczba oktanowa | Temperatura wrzenia |
| -------------------------- | ------ | --------------- | ------------------- |
| 2-metylo-butan             | C5H12  | 91              | 28                  |
| propylocyklopropan         | C5H12  | 92              | 69                  |
| 3-metylo-heksan            | C7H16  | 75              | 92                  |
| 3-etylo-1,4-heksadien      | C8H14  | 84              | 109                 |
| 6-metylo-hepten            | C8H16  | 84              | 113                 |
| 3,3-dimetylo-heksan        | C8H18  | 72              | 112                 |
| 1,2,4,5-tetrametylo-benzen | C10H14 | 104             | 197                 |
| d-limonen                  | C10H16 | 104             | 177                 |
| 4,5-dimetylo-nonan         | C11H24 | 55              | 182                 |
| 3-metylo-undekan           | C12H26 | 5               | 210                 |
| dodekan                    | C12H26 | -40             | 216                 |